# Schistosoma rodhaini
Schistosoma rodhaini е паразитен трематод от семейство Schistosomatidae разпространен в Централна Африка в страните Руанда, Бурунди, ДР Конго, Кения и Уганда. Възрастната форма се локализира в мезентерийните и чернодробните големи вени при кучета, сервали и гризачи. Междинни гостоприемници са сладководни охлюви от видовете Biomphalaria pfeifferi и Biomphalaria sudanica.
Яйцата на Schistosoma rodhaini са овални с размери 0,120 – 0,170 / 0,048 – 0,070 nm.